# Zofiówka (powiat buski)
Zofiówka – wieś w Polsce położona w województwie świętokrzyskim, w powiecie buskim, w gminie Gnojno.
| SIMC    | Nazwa     | Rodzaj    |
| ------- | --------- | --------- |
| 0238747 | Pod Lasem | część wsi |

W latach 1975–1998 miejscowość należała administracyjnie do województwa kieleckiego.